# Nolan Kasper
Nolan Kasper nació el 27 de marzo de 1989 en Morristown (Estados Unidos), es un esquiador que tiene 1 pódium en la Copa del Mundo de Esquí Alpino.

## Resultados

### Juegos Olímpicos de Invierno
- 2010 en Vancouver, Canadá
  - Eslalon: 24.º

### Campeonatos Mundiales
- 2011 en Garmisch-Partenkirchen, Alemania
  - Eslalon: 15.º

### Copa del Mundo

#### Clasificación General Copa del Mundo
- 2009-2010: 141.º
- 2010-2011: 47.º
- 2011-2012: 55.º